# منسوجات المرابطين والموحدين

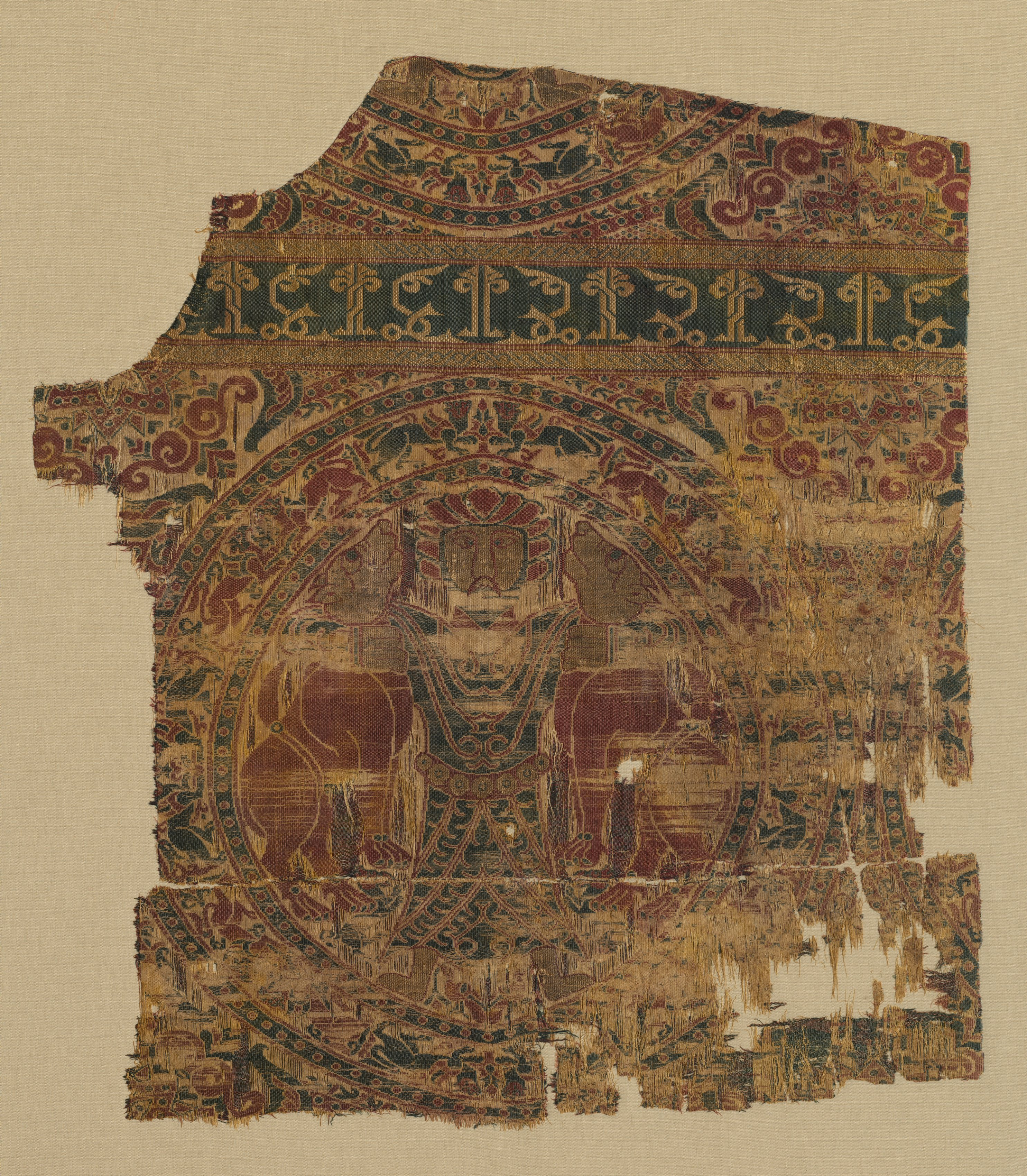
لامباس مع خانق أسد، من دالماتيك القديس برنارد كالفو من العصر المرابطي

المنسوجات المرابطية والموحدية هي منسوجات أُنتجَت في أجزاء من شمال غرب أفريقيا وإسبانيا بين عامي 1058 و1269 ميلادي في عهد الخلافة المرابطية (1050-1147) والموحدية (1147-1269). تأسس الإنتاج في شبه الجزيرة الأيبيرية لأول مرة في بداية الدولة الإسلامية أي في عهد الخلافة الأموية، وأصبح يتركز في المدن الكبرى مثل المرية وإشبيلية ومالقة، وكانت كل منها موطنًا لمصانع الطراز الإسلامي العربي التي أنتجت الحرير والمنسوجات الأخرى. صُنعَت هذه المنسوجات بمجموعة واسعة من التقنيات والأساليب، والجودة العالية وثراء القماش أدى إلى ارتفاع الطلب على الحرير الأندلسي. وبسبب طبيعتها الثمينة حيث أبدع العرب فيها، فقد تبنّت الدولة الموحدية والمرابطية هذه المنسوجات، فانتشرَت لاحقًا في جميع أنحاء أوروبا، بل وفي أجزاء من شمال إفريقيا والشرق الأوسط من خلال طرق تجارية واسعة النطاق، على الرغم من أن العالم العربي والإسلامي كان يصنع منسوجات مشابهة، إلا أن الخامة الأندلسية كان لها تميزها المنفرد.

## الأصول والتطور
أسّس العرب والمسلمون إنتاج المنسوجات والتجارة في الأندلس من خلال مصانع المنسوجات التي سبقت المرابطين والموحدين في المرية وإشبيلية، ومدن أخرى في جميع أنحاء شبه الجزيرة الأيبيرية.  كان أول دليل على إنتاج الحرير في المنطقة هو إنشاء ورشة نسيج التيرز في قرطبة في عهد الخليفة الأموي عبد الرحمن الثاني (حكم 821-852 م). يظهر أول دليل على وجود المناسج في القرن الحادي عشر، مع العثور على ثلاثة أنسجة حرير أندلسي في كنيسة القديس إيسيدورو [الإنجليزية] في ليون. وصلت تقنيات مثل نسج حرير اللامباس [الإنجليزية] إلى الأندلس من أماكن إسلامية أخرى مثل بغداد في بداية القرن الثاني عشر تقريبًا، وسرعان ما كرّر الأندلسيون هذه التقنيات في شبه الجزيرة الأيبيرية.
في بداية العصر المرابطي كان الزهد مفضلًا لدى المرابطين، ويمكن ملاحظة ذلك في عمارة عهدهم المبكر. ومع ذلك، فقد تحول علي بن يوسف، الأمير الخامس، بشكل ملحوظ بعيدًا عن البساطة السابقة، وتبنى الأساليب الأندلسية المحلية. وشمل ذلك المنسوجات الأندلسية، مثل رداء الكاهن سان خوان دي أورتيجا في كوينتاناورتونيا، وهو قطعة من النسيج الموحدي ومثال لإنتاج الحرير المريي الذي اُستخدم لوصف أنواع أخرى من الحرير في تلك الفترة، ويحمل اسمه في نقش. تتميز مجموعة الحرير المرتبطة بها بزخارف نباتية وحيوانية، والتي تظهر في جميع المنسوجات من تلك الفترة. في ظل حكم المرابطين، توسّع إنتاج المنسوجات إلى مالقة، التي اشتهرت بأقمشة مقاصب الحرير الذهبي، على الرغم من أن المرية استمرت في كونها الموقع الرائد للتجارة والتصنيع. رُصد ما يقرب من 800 ورشة حرير داخل مدينة المرية حوالي عام 1154 ميلاديًا، والتي عملت بأنماط وأنواع مختلفة من المنسوجات الحريرية.
نجح الموحدون في خلافة المرابطين بعد تدمير سلطانهم وغزو المغرب والأندلس على مدى ثلاث سنوات من 1144 إلى 1147. استمر إنتاج المنسوجات الحريرية المخصصة للتصدير بمعدل مماثل لما كان عليه الحال طوال الفترات السابقة، إلا أن معدل الإنتاج للنبلاء داخل الأندلس تباطأ. وفي نفس المواقع، أظهرت أنماط النسيج في العصر الموحدي تحولًا أسلوبيًّا نحو التصميم الهندسي.

### التجارة والنقل
امتدت الدولة المرابطية عبر شمال أفريقيا حتى الأندلس (إسبانيا). وهذا ضمن لهم السيطرة على خط التجارة عبر الصحراء الكبرى. وبطبيعة الحال، ساهم هذا في تسهيل التبادل الثقافي للأفكار والمواد والأساليب والطرق. ظلّت هذه الأرض مركزًا للتجارة حتى عهد الموحدين. كان الحرير المريي مطلوبًا بشكل خاص من كل الناس من جميع أنحاء العالم، وقد جذب العديد من الناس إلى أسواق المرية، التي كانت مركز إنتاج المنسوجات، وذروة الفن الإسلامي.
وكان توسع الدولة المرابطية في الأندلس حوالي عام 1085 بمثابة المحفز لسوق المنسوجات المزدهرة التي سرعان ما نشأت. جلب المرابطون الأساليب والممارسات من مناطق في العالم الإسلامي مثل مصر، إلى الأندلس (إسبانيا والبرتغال)، والتي تصادمت واختلطت لتشكل منتجًا عالي الجودة ومطلوبًا للغاية. لقد تأسست ورشات الطراز الإسلامية لتصبح جزءًا من البلاط الملكي في عهد الدولة الأموية في قرطبة، وهي أول دليل ملموس على تصنيع المنسوجات في المنطقة. انتقل مركز تصنيع المنسوجات هذا في نهاية المطاف إلى المرية، وفي الوقت نفسه، انتقلت السلطة من الأمويين إلى المرابطين. ومع ذلك، بسبب ضعف التوثيق، فإن أصول بعض الممارسات والأساليب ليست معروفة على وجه اليقين. ومن المحتمل أن يكون المستوطنون القادمون من العراق والشام هم من أدخلوا هذه الممارسة إلى الأندلس. كما أثرت المنسوجات الإسلامية عمومًا وتحديدًا المرية على البيزنطية بسبب القرب.
كان النساجون الذين أسّسوا متاجرهم في الأندلس من أجزاء مختلفة من العالم الإسلامي، لذلك على الرغم من أن المنسوجات لم تكن أسلوب "المرابطين" أو أنهم هم الذي جلبوه إلى الأرض، إلا أنهم دعموا الصناعة ماليًّا، وقدّروا قيمتها، حيث كانت واحدة من المصادر الأساسية للدخل في المنطقة. في الواقع، صُنع العديد من الحرير المنتج لتقليد جودة وأسلوب حرير بغداد. وكانت هذه التقليدات تُعرف باسم "بغداديس". لكن من نتائج التبادل الثقافي هو ظهور أنماط جديدة، كما كان الحال مع التقليد البغدادي. اعتبر الكثيرون أن جودة وأسلوب الحرير المريي يتفوق على الحرير بغدادي، وبدأ الناس في مناطق أخرى من العالم في صنع تقليد للحرير المريي بأنفسهم، وقد كان هذا بسبب تقدير المرابطين لهذا الفن. وقد نقل الحرير المريي إحساسًا بالفخامة وكان ذات قيمة كبيرة في أوروبا وآسيا وأفريقيا. ويمكن العثور على إشارات خاصة إليهم في العديد من المصادر الفرنسية التي ترغب في محاكاة البيئة الفاخرة للحرير المريي الإسلامي. كان التجار من جميع أنحاء العالم يصلون إلى ميناء المرية عن طريق السفن محملين بالسلع الفاخرة للتداول في مقابل المنسوجات، وخاصة الحرير.
تعرّض إنتاج الحرير المريي للتهديد مع وصول الموحدين إلى السلطة في المنطقة. لم يكن حكام الموحدين مهتمين بالمنسوجات كما كان المرابطون، بل فضّلوا أسلوب "البساطة". ورغم أنهم قيّدوا ترف الأقمشة التي يرتديها رعيتهم، فإن إنتاج الحرير لم يتوقف في المنطقة. يمكن أن يعزى ذلك إلى أهميتها المالية والأهمية الثقافية الشاملة للمنسوجات في المنطقة. على الرغم من أن الإنتاج لم يتوقف، إلا أن الأسلوب تغير بسبب تفضيلات حكام الموحدين.

## الوظيفة والاستخدامات
كانت المنسوجات المنتجة في المرية في عهد المرابطين تؤدي عدة وظائف. في المقام الأول، كانت زخرفية. إن الطبيعة المعقدة للمنسوجات جعلت استخدامها في العادة غير ممكن في المواقف العملية التي قد تتلف فيها أو تبلى بسرعة؛ بل كانت سلعة فاخرة. صُنعَت المنسوجات للملابس والمفروشات الزخرفية والسجاد وغيرها. ومن الجدير بالذكر أنهم كانوا رمزًا مهمًا للمكانة الاجتماعية والسياسية بالإضافة إلى كونهم منفذًا للمساعي الفنية. في بداية العصر الموحدي، كان هناك تراجع في استخدام المنسوجات الفاخرة في الملابس بسبب المبدأ الإسلامي المتمثل في المشاركة في نمط أبسط من الملابس يفضله الحكام. ومع ذلك، في خارج الإمبراطورية، كانت المنسوجات الفاخرة والحرير المنتجة في هذه المنطقة لا تزال تحظى بشعبية كبيرة عبر الحدود الثقافية والدينية.

## حرير المرية

لامباس من الحرير الفاخر المنتج في المرية خلال العصر المرابطي، بين عامي 1100 و1050 م

كانت مدينة المرية مركزًا بارزًا لتصنيع المنسوجات خلال فترة المرابطين. وكانت من أكبر مدن الأندلس، وازدهرت في عهد المرابطين. أشار رسام الخرائط المسلم محمد الإدريسي إلى وجود أكثر من 800 ورشة حرير تنتج مجموعة متنوعة من الأساليب. كان حرير المرية مشهورًا بفخامته في الأدب الفرنسي والألماني المعاصر، وكان موقع المدينة يسمح لها بالاستفادة من التجارة في البحر الأبيض المتوسط وشبكات التجارة الداخلية لسلالة المرابطين. وقد قلّدت بعض أنواع الحرير المنتجة في المدينة أنماطًا من بغداد وأصفهان، وهما من أهم مدن الحرير الإسلامي، مما يُظهر تلقيحًا متبادلًا واسع النطاق في تقنيات تصنيع المنسوجات بين العالم الإسلامي. بعد حصار المدينة [الإنجليزية] من مملكة قشتالة في عام 1147، تراجعت أهمية المدينة، ولكنها ظلت مركزًا للتجارة في العصر الموحدي.
وشملت المنتجات الحريرية المنتجة الأقمشة الفاخرة والديباج (المقصب) المسمى "دهاج" و"صقلاتون" على التوالي، وخيوط الحرير والستائر والشبكات، والحرير المخطط المسمى "عتابي"، والحرير المعقود المسمى "مجر"، والحرير على الطراز الأصفهاني وأكثر من ذلك. في ذروة ازدهار المرابطين، في القرن الثاني عشر، كانت تقليدات الحرير البغدادي تحظى بتقدير خاص، وكان كفن سان بيدرو دي أوسما مثالًا بارزًا عليه.
كانت المرية، إلى جانب قرطبة وملقة وإشبيلية، واحدة من مراكز صناعة نسج الحرير التي ذكرها كثيرًا الكتاب ابن حوقل وياقوت والمقري.

## مصانع الطراز
يعود تاريخ تصنيع مصنع الطراز للأقمشة الفاخرة إلى منتصف القرن الثامن بعد الفتح الإسلامي للأندلس. تأسست دار الطراز، وهي ورشة عمل ملكية، في قرطبة في البداية، وكانت بمثابة إشارة إلى قرطبة باعتبارها القوة النسيجية الأساسية في الأندلس. ومع ذلك، بعد تنصيب المرابطين، انتقلت صناعة النسيج ودار الطراز إلى المرية. كانت المرية ميناءً مهمًا لأنها سمحت بقدر أكبر من التجارة بين الإمبراطوريات الأخرى في البحر الأبيض المتوسط. وفي ميناء المرية، كانت السفن تصل محملة بالبضائع الغريبة وتغادر محملة بالحرير والخزف والرخام وغيرها من الأشياء الفاخرة. كان إنتاج المنسوجات الفاخرة موجودًا داخل دار الطراز وفي ورش العمل الخاصة. كانت الورش الثمانمائة في المرية تصنع خيوطًا دقيقة وأقمشة منسوجة بثراء، وأقمشة مطرزة لأصحاب المكانة العالية في مجتمع المرابطين، مثل الخلفاء والأمراء، والوفود العديدة من الممثلين الذين زاروا الأندلس.
لقد مثّل سقوط دولة المرابطين تغييرًا كبيرًا في صناعة النسيج في الأندلس. إن الرفض الأولي الذي أبداه الموحدون لصناعة النسيج يحدد معظم الدراسات التي تناولت انتقال النسيج بين الإمبراطوريات. أمر أبو يوسف يعقوب المنصور، خليفة دولة الموحدين، ببيع العديد من المنسوجات الموجودة في الطراز، ومنع الملابس الفاخرة، بما في ذلك فساتين النساء المطرزة. ويعتقد كثير من العلماء أن الموحدين أوقفوا إنتاج المنسوجات تماشيًا مع معتقداتهم الدينية القائمة على "التقوى والبساطة" والتي "[مجدت] كلمة الله كهدف أساسي لها". ومع ذلك، اقترح علماء مثل لورا رودريجيز بينادو مؤخرًا أن توقف إنتاج المنسوجات "ربما كان بسبب الكراهية التي أظهرها الموحدون تجاه أسلافهم، المرابطين". وفي ورش العمل الصغيرة الخاصة، استمر إنتاج وتصدير المنسوجات الفاخرة، مما أدى إلى الحفاظ على ثروة المرية. انتعش إنتاج المنسوجات ببطء تحت حكم الموحدين في وقت لاحق، ولم يصل أبدًا إلى شهرته السابقة، لكنه لا يزال يطور تصميمًا موحديًا جديدًا ومميزًا، ولا سيما مع عدد أقل من الزخارف التصويرية.

## أمثلة رئيسة

### قِطَع المرابطين

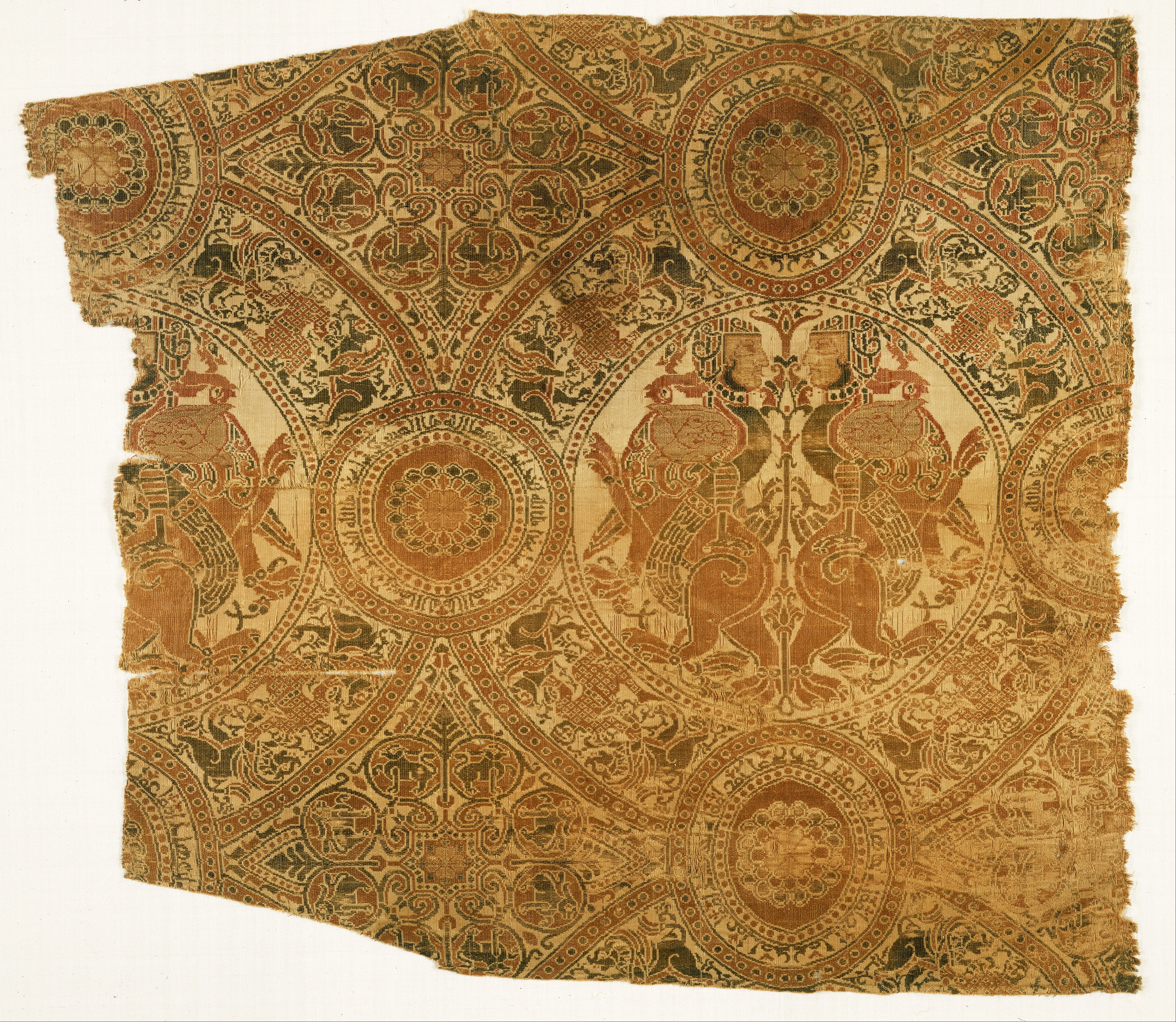
جزء من كفن سان بيدرو دي أوسما، مع أسود وهاربيز في نقش متصارع، من أوائل القرن الثاني عشر، العصر المرابطي

أعاد المسيحيون والأوربيون استخدام العديد من الأقمشة المتبقية التي تعود لعصر المرابطين، مع أمثلة في صندوق القديس إيزيدورو [الإنجليزية] في ليون، وكاسبول من سانت سيرنين [الإنجليزية] في تولوز، وكاسبول سان خوان دي أورتيجا [الإنجليزية] في كنيسة كوينتاناورتونيا (بالقرب من برغش)، وكفن سان بيدرو دي أوسما، وقميص عُثر عليه في قبر إنفانتي دون جارسيا (ابن ألفونسو السابع)، وشظية عُثر عليها في كنيسة ثوير [الإنجليزية] في جبال البرانس الشرقية.
يتميز كفن سان بيدرو دي أوسما بالنقش الذي ينص على "هذا صُنع في بغداد "، مما يشير إلى أنه مُستورد. ونتيجة لهذا النقش، أصبحت العديد من هذه المنسوجات معروفة في الدراسات العلمية باسم "مجموعة بغداد"، وهي تمثل مجموعة متماسكة أسلوبيًا وغنية فنيًا من المنسوجات الحريرية التي يعود تاريخها على ما يبدو إلى عهد علي بن يوسف أو النصف الأول من القرن الثاني عشر. أشارت الدراسات الحديثة إلى أن الكفن كان يُنتج محليًا في مراكز مثل المرية، ولكن نُسخ أو اُعتمد على الواردات الشرقية. ومن الممكن أيضًا أن يكون النقش قد زُور عمدًا من أجل المبالغة في قيمته أمام البائعين المحتملين. كتب السقطي المالقي، وهو كاتب ومفتش أسواق في القرن الثاني عشر، أن هناك لوائح تهدف إلى منع ممارسة صنع مثل هذه النقوش الزائفة.

### راية العقاب (راية الناصر الموحدي)

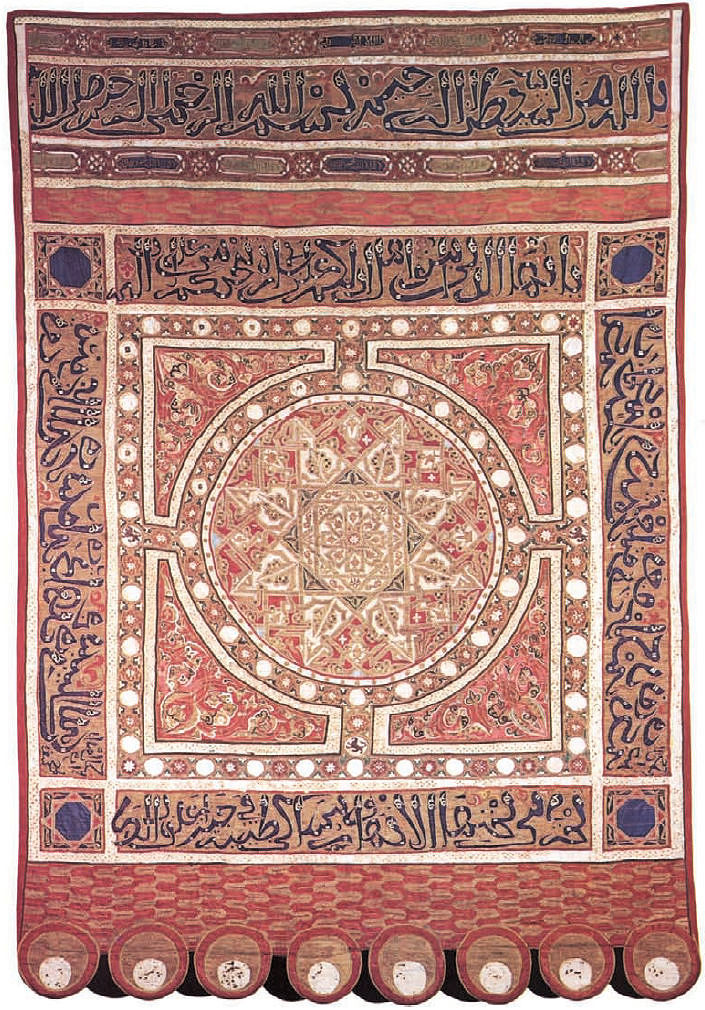
"راية الموريسكيون" أو "راية العقاب" أو "راية الناصر الموحدي" تُنسب تقليديًا إلى العصر الموحدي ولكن ربما من فترة لاحقة، وهي من تجليّات الفن الإسلامي في التطريز

أحد أشهر المنسوجات المنسوبة تقليديا إلى الموحدين هي "راية الناصر الموحدي"، والتي سميت بهذا الاسم لأنه كان يُعتقد ذات يوم أنها غنيمة فاز بها ألفونسو الثامن في معركة العقاب في عام 1212. اقترحت دراسات أحدث أنها كانت في الواقع غنيمة فاز بها فرديناند الثالث بعد بضع سنوات. وقد تُبرِّع بالراية بعد ذلك إلى دير سانتا ماريا لا ريال دي هويلجاس في برغش، حيث لا تزال موجودة حتى اليوم. صُممَت اللافتة بشكل غني وتتميز بكتابات عربية باللون الأزرق وأنماط زخرفية بيضاء على خلفية حمراء. يتكون الزخرف المركزي من نجمة ثمانية الرؤوس محاطة بدائرة داخل مربع أكبر، مع زخارف أصغر تملأ أشرطة الإطار ومساحات الزوايا. يُحيط بهذا التصميم المركزي من أربعة جوانب نقوش عربية بخط النسخ تتضمن آيات قرآنية (الآيات 10-12، من سورة الصف)، ونقش أفقي آخر في الجزء العلوي من الراية يحمد الله ويمدح النبي محمد. وتشير دراسات حديثة إلى أن الراية تعود إلى القرن الرابع عشر وليس إلى أصلها الموحدي، بسبب تشابهها مع الرايات المرينية التي تم الاستيلاء عليها والمحفوظة في كاتدرائية طليطلة، وتشابهها مع الزخارف النصرية. لا يزال من غير المؤكد ما إذا كان قد صُنع إما في فاس في عهد المرينيين أو في غرناطة في عهد النصريين.

## الأيقونات

### أيقونات المرابطين

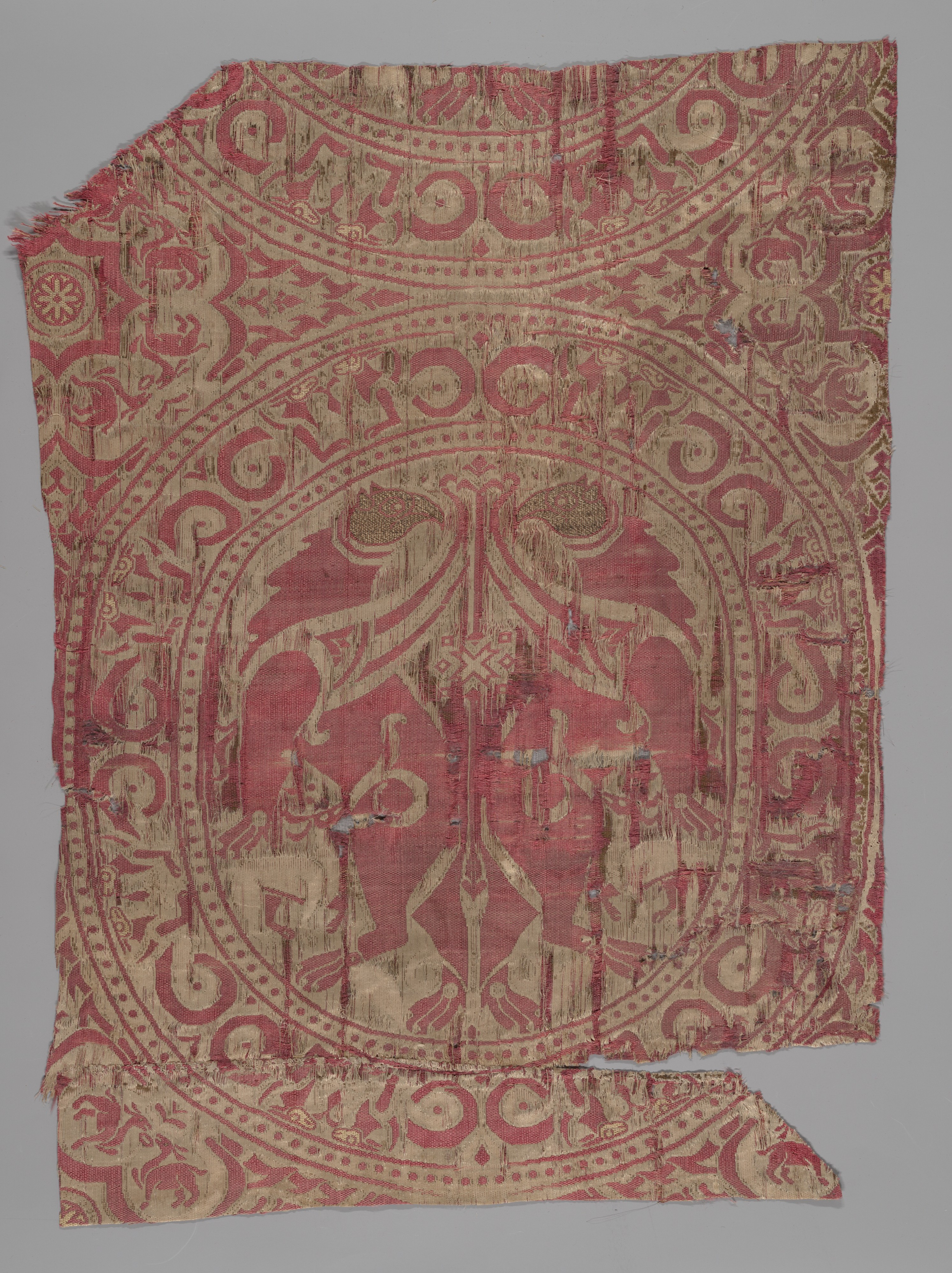
قطعة نسيجية من ضريح سان ليبرادا، في كاتدرائية سيغوينزا، يعود تاريخها إلى النصف الأول من القرن الثاني عشر أثناء حكم المرابطين.

اشتهرت المنسوجات المرابطية بتقنيتها الدقيقة وأسلوبها التصويري، المتأثر بالحرير العراقي والفارسي. يتميز تصميم المرابطين بأشكال دائرية كبيرة "مع شرائط من اللؤلؤ مرتبة في صفوف وتحيط بأزواج من الحيوانات"، غالبًا ما تكون أسطورية، مثل الفتهاء والهاربي، أو كبيرة، مثل الطاووس والنسور. تواجه هذه الحيوانات بعضها البعض أو تتواجه (ظهرًا لظهر). في بعض الأحيان، كانت الحلقات الدائرية تحتوي على أشكال بشرية، كما هو الحال في رداء القديس توماس بيكيت [الإنجليزية]. يعود أصل الموضوع الزخرفي المتمثل في وجود شبكة منتظمة من الدوائر التي تحتوي على صور حيوانات وأشكال، مع زخارف أكثر تجريدية تملأ الفراغات بينها، إلى المنسوجات الفارسية الساسانية. في الفترات اللاحقة، بدءًا من الموحدين، اُستبدلَت هذه الأشكال الدائرية ذات الصور التصويرية تدريجيًا بأشكال دائرية أكثر تجريدية، في حين أصبحت الزخارف الكتابية أكثر بروزًا من ذي قبل.
تستخدم منسوجات "مجموعة بغداد" (التي ناقشناها أعلاه أيضًا) عادةً لونًا "برتقاليًا أحمر باهتًا" للزخارف، مع إبرازها أحيانًا باللون الذهبي أو الأخضر والأزرق على خلفية "عاجية". وتتميز بعض هذه القطع بمظهر النقوش المنسوجة بالخط الكوفي أو "الكوفي الإسباني"، حيث تنتهي الحروف أحيانًا بزخارف نباتية. يُعد كاسوبل سان خوان دي أورتيجا أحد هذه الأمثلة، وهو مصنوع من الحرير وخيوط الذهب ويعود تاريخه إلى النصف الأول من القرن الثاني عشر. بالإضافة إلى نقشها، زُينَ كفن سان بيدرو دي أوسما أيضًا بصور أسدين وهاربي داخل دوائر [الإنجليزية] محاطة بصور رجال صغار يحملون غريفين ، تتكرر عبر القماش بالكامل.  كما تم تزيين الكاسوبل من سانت سيرنين بصور تصويرية، في هذه الحالة زوج من الطاووس يتكرر في أشرطة أفقية، مع سيقان نباتية تفصل بين كل زوج ونقوش كوفية صغيرة تمتد على طول الجزء السفلي.

### أيقونات الموحدين
لقد انحرفت المنسوجات الموحدية بشكل كبير عن المنسوجات المرابطية. لقد تباطأ الإنتاج القوي الذي كان موجودًا في عهد المرابطين عندما استولى الموحدون على السلطة وأوقفوا الإنتاج في دار الطراز. على الرغم من استمرار إنتاج المنسوجات في ورش عمل خاصة، ورغم أن حكام الموحدين أصبحوا في نهاية المطاف أقل صرامة بشأن المنسوجات الفاخرة، إلا أن عدد المنسوجات المنتجة خلال حكم الموحدين كان أقل بكثير. كما أثر انتشار الحروب في المنطقة مع استيلاء الموحدين على السلطة سلبًا على الإنتاج.
كان التصميم في ظل حكم الموحدين أبسط بشكل ملحوظ. بدلًا من تصوير الشخصيات في أشكال دائرية كبيرة، عُرفَت المنسوجات الموحدية بالأنماط الهندسية والصور النباتية والخط الكوفي أو النص المنسوخ. كانت المنسوجات الموحدية "غير مصورة [الإنجليزية]، تمجد كلمة الله كهدف أساسي لها". أشار علماء حديثون إلى أن المنسوجات الفاطمية والعراقية والإيرانية التي استوحى منها المرابطين منسوجاتهم، قد حدث لها تحولات كبيرة أيضًا في الأسلوب، مما يشير إلى أن الطراز الأندلسي قد تكيف مع كل من غير المصورة الموحدية و"النماذج الجديدة من آسيا الوسطى". تُطبق بعض المنسوجات تقنيات تجعل تصميم النسيج يبدو "مسطحًا، بقدر ما هو الحال بالنسبة للخلفية كما هو الحال بالنسبة للزخرفة"، وغالبًا ما تقلل من أهمية الحرير الأندلسي الراسخ بحيث يُستخدم للتجليد فقط. لا تبرز إلا التصاميم المصنوعة بخيوط الذهب. إن التأثير العام هو مجرد تقليل من شأنه، حتى مع المواد الفاخرة. وقد قِيل إن التصميم المزدحم مثل هذا يثبت أن الكثير من التصميم الموحدي "جاء من الشرق، ولا يستجيب لظاهرة محلية بحتة".

## طالع أيضًا
- أرمازين [الإنجليزية]: قماش من العصر الإليزابيثي
- برجان: مصطلح إسباني مأخوذ من العربية لوصف بعض المنسوجات

### الاستشهادات
1. ↑  Bloom, Jonathan M.; Blair, Sheila S. (2009), "Textiles", The Grove Encyclopedia of Islamic Art and Architecture (بالإنجليزية), Oxford University Press, DOI:10.1093/acref/9780195309911.001.0001, ISBN:978-0-19-530991-1, Archived from the original on 2024-12-13, Retrieved 2024-12-07
2. ↑  Kent, Margarita Campos (1980). Figurative Hispano-Arabic textiles of the Almoravid and Almohad dynasties: historical and ideological implications of their design and iconography (Thesis) (بالإنجليزية). The Ohio State University. Archived from the original on 2024-12-15.
3. ↑  Kinoshita, Sharon (2004), Burns, E. Jane (ed.), "Almería Silk and the French Feudal Imaginary", Medieval Fabrications: Dress, Textiles, Clothwork, and Other Cultural Imaginings (بالإنجليزية), New York: Palgrave Macmillan US, pp. 165–176, DOI:10.1007/978-1-137-09675-3_11, ISBN:978-1-137-09675-3, Archived from the original on 2024-12-08, Retrieved 2024-12-07
4. 1 2  Kent, Margarita Campos (1980). Figurative Hispano-Arabic textiles of the Almoravid and Almohad dynasties: historical and ideological implications of their design and iconography (Thesis) (بالإنجليزية). The Ohio State University. Archived from the original on 2024-12-15.Kent, Margarita Campos (1980). Figurative Hispano-Arabic textiles of the Almoravid and Almohad dynasties: historical and ideological implications of their design and iconography (Thesis). The Ohio State University.
5. 1 2  Jacoby، David (2004). "Silk Economics and Cross-Cultural Artistic Interaction: Byzantium, the Muslim World, and the Christian West". Dumbarton Oaks Papers. ج. 58: 197–240. DOI:10.2307/3591386. ISSN:0070-7546. JSTOR:3591386. مؤرشف من الأصل في 2024-12-20.
6. 1 2 3  Bloom, Jonathan M.; Blair, Sheila S. (2009), "Textiles", The Grove Encyclopedia of Islamic Art and Architecture (بالإنجليزية), Oxford University Press, DOI:10.1093/acref/9780195309911.001.0001, ISBN:978-0-19-530991-1, Archived from the original on 2024-12-13, Retrieved 2024-12-07Bloom, Jonathan M.; Blair, Sheila S. (2009), "Textiles", The Grove Encyclopedia of Islamic Art and Architecture, Oxford University Press, doi:10.1093/acref/9780195309911.001.0001، ISBN 978-0-19-530991-1, retrieved 2024-12-07
7. ↑  Mühlemann، Corinne (7 أكتوبر 2022). "Made in the City of Baghdad? Medieval Textile Production and Pattern Notation Systems of Early Lampas Woven Silks". Muqarnas Online. ج. 39 ع. 1: 1–21. DOI:10.1163/22118993-00391P02. ISSN:0732-2992. مؤرشف من الأصل في 2025-05-16.
8. ↑  Bloom, Jonathan M. BloomJonathan M.; Blair, Sheila S. BlairSheila S. (2009), "Almoravid", The Grove Encyclopedia of Islamic Art and Architecture (بالإنجليزية), Oxford University Press, DOI:10.1093/acref/9780195309911.001.0001, ISBN:978-0-19-530991-1, Archived from the original on 2024-05-07, Retrieved 2024-12-07
9. ↑  Mühlemann، Corinne (7 أكتوبر 2022). "Made in the City of Baghdad? Medieval Textile Production and Pattern Notation Systems of Early Lampas Woven Silks". Muqarnas Online. ج. 39 ع. 1: 1–21. DOI:10.1163/22118993-00391P02. ISSN:0732-2992. مؤرشف من الأصل في 2025-05-16.Mühlemann, Corinne (2022-10-07). "Made in the City of Baghdad? Medieval Textile Production and Pattern Notation Systems of Early Lampas Woven Silks". Muqarnas Online. 39 (1): 1–21. doi:10.1163/22118993-00391P02. ISSN 0732-2992.
10. ↑  Constable, Olivia Remie; Zurro, Damian (2012). Medieval Iberia: Readings from Christian, Muslim, and Jewish Sources (بالإنجليزية). University of Pennsylvania Press. ISBN:978-0-8122-2168-8.
11. 1 2 3 4 5 6  Rodríguez Peinado، Laura (ديسمبر 2020). "Ornamental Transfers in Textile Production in Almohad and Nasrid Periods". في Marcos Cobaleda، María (المحرر). Artistic and Cultural Dialogues in the Late Medieval Mediterranean. Palgrave Macmillan Cham. ص. 223–238. ISBN:978-3-030-53365-6.
12. ↑  Bloom, Jonathan M.; Blair, Sheila S. (2009), "Almohad", The Grove Encyclopedia of Islamic Art and Architecture (بالإنجليزية), Oxford University Press, DOI:10.1093/acref/9780195309911.001.0001, ISBN:978-0-19-530991-1, Archived from the original on 2024-05-07, Retrieved 2024-12-07
13. 1 2 3 4 5 6 7 8 9  Rodríguez Peinado، Laura (ديسمبر 2020). "Ornamental Transfers in Textile Production in Almohad and Nasrid Periods". في Marcos Cobaleda، María (المحرر). Artistic and Cultural Dialogues in the Late Medieval Mediterranean. Palgrave Macmillan Cham. ص. 223–238. ISBN:978-3-030-53365-6.Rodríguez Peinado, Laura (December 2020). "Ornamental Transfers in Textile Production in Almohad and Nasrid Periods". In Marcos Cobaleda, María (ed.). Artistic and Cultural Dialogues in the Late Medieval Mediterranean. Palgrave Macmillan Cham. pp. 223–238. ISBN 978-3-030-53365-6.
14. 1 2 3 4  Jacoby، David (2004). "Silk Economics and Cross-Cultural Artistic Interaction: Byzantium, the Muslim World, and the Christian West". Dumbarton Oaks Papers. ج. 58: 197–240. DOI:10.2307/3591386. ISSN:0070-7546. JSTOR:3591386. مؤرشف من الأصل في 2024-12-20.Jacoby, David (2004). "Silk Economics and Cross-Cultural Artistic Interaction: Byzantium, the Muslim World, and the Christian West". Dumbarton Oaks Papers. 58: 197–240. doi:10.2307/3591386. ISSN 0070-7546. JSTOR 3591386.
15. 1 2  Kinoshita, Sharon (2004), Burns, E. Jane (ed.), "Almería Silk and the French Feudal Imaginary", Medieval Fabrications: Dress, Textiles, Clothwork, and Other Cultural Imaginings (بالإنجليزية), New York: Palgrave Macmillan US, pp. 165–176, DOI:10.1007/978-1-137-09675-3_11, ISBN:978-1-137-09675-3, Archived from the original on 2024-12-08, Retrieved 2024-12-07Kinoshita, Sharon (2004), Burns, E. Jane (ed.), "Almería Silk and the French Feudal Imaginary", Medieval Fabrications: Dress, Textiles, Clothwork, and Other Cultural Imaginings, New York: Palgrave Macmillan US, pp. 165–176, doi:10.1007/978-1-137-09675-3_11، ISBN 978-1-137-09675-3, retrieved 2024-12-07
16. 1 2 3 4 5 6 7 8 9 10 11 12 13  Partearroyo، Cristina (1992). "Almoravid and Almohad Textiles". في Dodds، Jerrilynn D. (المحرر). Al-Andalus: the Art of Islamic Spain. Metropolitan Museum of Art. ص. 105–113. ISBN:978-0-8109-6413-6. مؤرشف من الأصل في 2025-05-26.
17. 1 2  Constable, Olivia Remie; Zurro, Damian (2012). Medieval Iberia: Readings from Christian, Muslim, and Jewish Sources (بالإنجليزية). University of Pennsylvania Press. ISBN:978-0-8122-2168-8.Constable, Olivia Remie; Zurro, Damian (2012). Medieval Iberia: Readings from Christian, Muslim, and Jewish Sources. University of Pennsylvania Press. ISBN 978-0-8122-2168-8.
18. ↑  Constable، Olivia Remie (2012). Medieval Iberia: Readings from Christian, Muslim, and Jewish Sources. University of Pennsylvania Press. ISBN:9780812221688.
19. ↑  Burns، E. Jane (2009). Sea of Silk: A Textile Geography of Women's Work in Medieval French Literature. University of Pennsylvania Press. ISBN:9780812291254.
20. ↑  Shepherd، Dorothy G. (1958). "Two Medieval Silks from Spain". The Bulletin of the Cleveland Museum of Art. ج. 45 ع. 1: 3–7. JSTOR:25142255. مؤرشف من الأصل في 2025-05-10.
21. 1 2 3 4 5 6 7 8  Partearroyo، Cristina (1992). "Almoravid and Almohad Textiles". في Dodds، Jerrilynn D. (المحرر). Al-Andalus: the Art of Islamic Spain. Metropolitan Museum of Art. ص. 105–113. ISBN:978-0-8109-6413-6. مؤرشف من الأصل في 2025-05-26.Partearroyo, Cristina (1992). "Almoravid and Almohad Textiles". In Dodds, Jerrilynn D. (ed.). Al-Andalus: the Art of Islamic Spain. Metropolitan Museum of Art. pp. 105–113. ISBN 978-0-8109-6413-6.
22. ↑  "The silk from Granada El Tiraz". El legado andalusi (بالإنجليزية الأمريكية). Archived from the original on 2024-12-13.
23. ↑  Bennison 2016، صفحات 300–305.
24. 1 2 3  Lintz, Déléry & Tuil Leonetti 2014، صفحات 71–98، "Au coeur des trésors chrétiens".
25. ↑  Bloom, Jonathan M.; Blair, Sheila S. (2009), "Marrakesh", The Grove Encyclopedia of Islamic Art and Architecture (بالإنجليزية), Oxford University Press, DOI:10.1093/acref/9780195309911.001.0001, ISBN:978-0-19-530991-1
26. ↑  Latham، J. D. (1 أكتوبر 1978). "The Interpretation of a Passage on Scales (Maw Āzin) in an Andalusian Hisba Manual". Journal of Semitic Studies. ج. 23 ع. 2: 283–290. DOI:10.1093/jss/23.2.283. ISSN:0022-4480.
27. ↑  Dodds, Jerrilynn D., ed. (1992). Al-Andalus: The Art of Islamic Spain (بالإنجليزية). New York: The Metropolitan Museum of Art. pp. 326–327. ISBN:0870996371. Archived from the original on 2024-01-17.
28. ↑  Ali-de-Unzaga, Miriam (2014). "La bannière de Las Huelgas dite de "Las Navas de Tolosa"". In Lintz, Yannick; Déléry, Claire; Tuil Leonetti, Bulle (eds.). Maroc médiéval: Un empire de l'Afrique à l'Espagne (بالفرنسية). Paris: Louvre éditions. p. 98. ISBN:9782350314907.
29. ↑  See also:

### الفهرس
- Bennison، Amira K. (2016). The Almoravid and Almohad Empires. Edinburgh University Press. ISBN:978-0748646821. مؤرشف من الأصل في 2024-11-13.
- Lintz, Yannick; Déléry, Claire; Tuil Leonetti, Bulle, eds. (2014). Maroc médiéval: Un empire de l'Afrique à l'Espagne (بالفرنسية). Paris: Louvre éditions. ISBN:978-2350314907.

## روابط خارجية
- قطعة من الديباج المنسوج من المرية، في الأندلس، أوائل القرن الثاني عشر